# Arry (Mozela)
Arry – miejscowość i gmina we Francji, w regionie Grand Est, w departamencie Mozela.
Według danych na rok 1990 gminę zamieszkiwało 350 osób, a gęstość zaludnienia wynosiła 51 osób/km² (wśród 2335 gmin Lotaryngii Arry plasuje się na 706. miejscu pod względem liczby ludności, natomiast pod względem powierzchni na miejscu 845.).